# شاهین محمدصادقی
شاهین محمدصادقی (زادهٔ ۱۳۴۲) جراح فوق تخصص، استاد دانشگاه و سیاستمدار ایرانی است. محمدصادقی سابقه نمایندگی مردم کازرون و عضو هیئت رئیسه مجلس در دوره‌های هفتم و نهم مجلس شورای اسلامی و همچنین ریاست سازمان بسیج جامعه پزشکی کشور (۱۳۹۹–۱۴۰۰) را در کارنامه خود دارد.

## فعالیت‌ها
از مهم‌ترین سوابق مدیریتی شاهین محمدصادقی می‌توان به ریاست دانشگاه‌های دانشگاه علوم پزشکی شهید بهشتی ۱۳۸۹–۱۳۸۷)، دانشگاه علوم پزشکی یاسوج (انتصاب به عنوان مدیر نمونه کشوری) (۱۳۷۷–۱۳۷۵)، دانشگاه آزاد اسلامی واحد کازرون (۱۳۶۹–۱۳۶۸) و همچنین معاونت آموزشی دانشگاه علوم پزشکی بوشهر (۱۳۷۵–۱۳۷۴)، معاونت سازمان پزشکی قانونی کشور (۱۳۸۲–۱۳۸۱) و نیز معاونت پارلمانی سازمان تربیت بدنی (۱۳۹۰–۱۳۸۹) اشاره نمود.
او در ۲۸ فروردین ۱۴۰۰ محمدصادقی در نشستی خبری از قصد خود برای شرکت در انتخابات ریاست‌جمهوری ایران خبر داد.وی در ۲۴ اردیبهشت با حضور در ستاد انتخابات کشور نامزد سیزدهمین دوره انتخابات ریاست جمهوری ایران شد.